# Christuskirche (Frankfurt-Nordend)

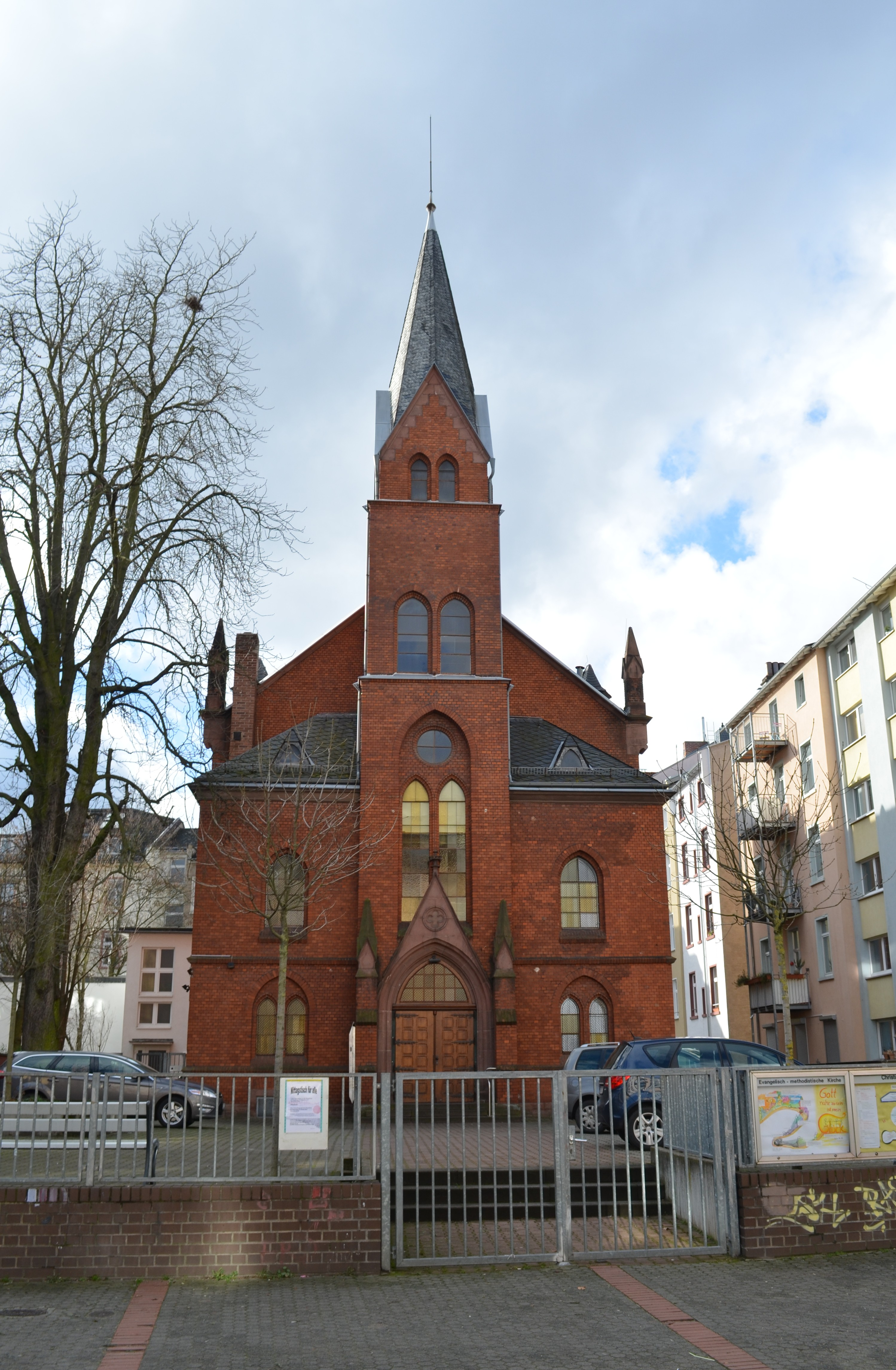
Die methodistische Christuskirche in Frankfurt-Nordend

Die evangelisch-methodistische Christuskirche (bis 1998: Zionskirche) ist ein neugotisches, unter Denkmalschutz stehendes Kirchengebäude im Frankfurter Stadtteil Nordend. Die Kirchengemeinde gehört zum Bezirk Frankfurt-Innenstadt der evangelisch-methodistischen Kirche in Deutschland (EmK).

## Geschichte
Die Entstehung der methodistischen Gemeinde in Frankfurt am Main geht auf den aus Eubach stammenden Auswanderer Engelhardt Riemenschneider zurück. Riemenschneider wurde 1851 von der amerikanischen Methodistenkirche als Missionar nach Frankfurt entsandt und gründete dort die erste methodistische Gemeinde der Stadt. In ihren Anfangsjahren mietete die Glaubensgemeinschaft zur Gottesdienstfeier verschiedene Räumlichkeiten an, bis sie 1874 am Großen Kornmarkt ihr erstes eigenes Gemeindehaus erwarb.
1887 kaufte die Kirchengemeinde ein neues Grundstück in Stadtrandlage, auf dem sie mithilfe von Darlehen und Spenden ihrer Mitglieder die heutige Christuskirche im Stil der Neugotik nach einem Entwurf von Carl Baresel und Carl Julius Bauer erbauen ließ. Der Kirchenneubau wurde am 14. Juni 1889 unter dem Namen Zionskirche eingeweiht.
Während die Zionskirche den Ersten Weltkrieg unbeschadet überstand, wurde sie im Zweiten Weltkrieg, am 20. und 29. Januar 1944, von zwei Brandbomben getroffen und schwer beschädigt.
Mit der Vereinigung der drei methodistischen Kirchengemeinden in der Frankfurter Innenstadt zum 1. Juli 1998 erhielt die Zionskirche ihren heute gültigen Namen „Christuskirche“. Aktuell wird das Kirchengebäude neben der deutschsprachigen Gemeinde auch von einer englischsprachigen Gemeinde und einer vietnamesischen Gemeinde genutzt.

## Baubeschreibung
Die Christuskirche ist eine Backsteinkirche, die im Stil der Neugotik errichtet wurde. Sie besticht vor allem durch ihren Fassadenturm im Nordosten.